# سیارک ۹۱۰۲۴
سیارک ۹۱۰۲۴ (به انگلیسی: 91024 Szechenyi، نامگذاری:1998DA33) نود و یک هزار و بیست و چهارمین سیارک کشف شده‌است که در ۲۸ فوریه ۱۹۹۸ کشف شد.